# Manuela Inusa

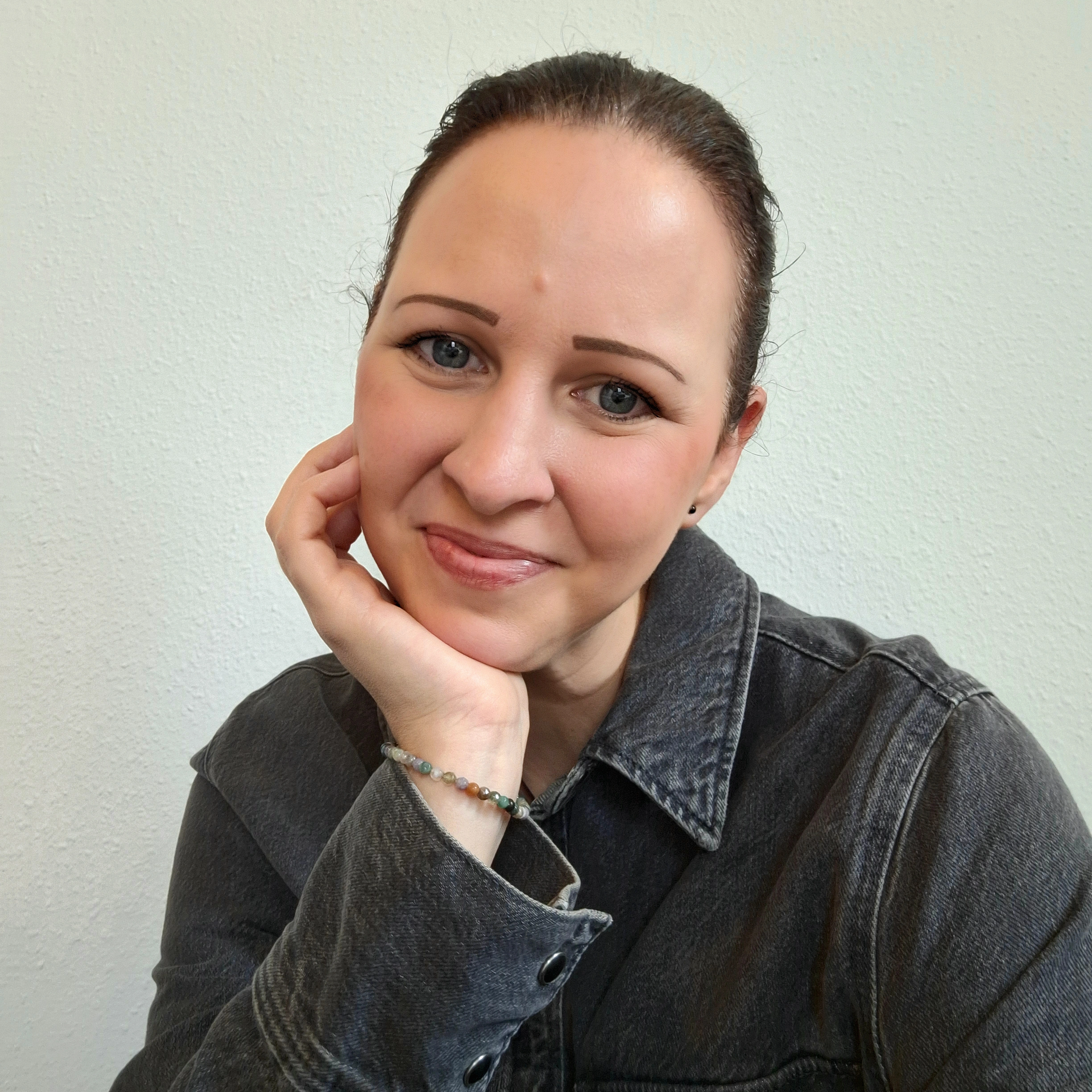
Manuela Inusa, Verlagsfoto 2025

Manuela Inusa (* 17. September 1981 in Hamburg) ist eine deutsche Schriftstellerin und Bestsellerautorin.

## Leben
Inusa ist ausgebildete Fremdsprachenkorrespondentin und begann ihre Autorinnen-Karriere im Selfpublishing. Nach den zwei Einzelbänden „Jane Austen bleibt zum Frühstück“ und „Auch donnerstags geschehen Wunder“ im Blanvalet-Verlag erschien im Oktober 2017 der erste Teil ihrer Valerie-Lane-Buchreihe, mit dem ihr der Einstieg in die Spiegel-Bestsellerliste gelang. Jeder ihrer folgenden Romane erhielt eine Spiegel-Bestseller-Platzierung. Mit ihren Kalifornien-Büchern konnte Inusa an den Erfolg der Valerie-Lane-Reihe anknüpfen. Inzwischen wurden ihre Romane in mehrere Sprachen übersetzt.
Für „Morgen und die Ewigkeit danach“ wurde sie 2023 mit der Silbernen Feder ausgezeichnet.
Manuela Inusa lebt mit ihrem Ehemann und zwei Kindern in Hamburg.

## Werke
- Jane Austen bleibt zum Frühstück. Blanvalet Verlag, München 2015
- Auch donnerstags geschehen Wunder. Blanvalet Verlag, München 2017
- Hortensientage. dtv, München 2024

### Valerie Lane (Reihe)
- Der kleine Teeladen zum Glück. Blanvalet Verlag, München 2017
- Die Chocolaterie der Träume. Blanvalet Verlag, München 2018
- Der zauberhafte Trödelladen. Blanvalet Verlag, München 2018
- Das wunderbare Wollparadies. Blanvalet Verlag, München 2018
- Der fabelhafte Geschenkeladen. Blanvalet Verlag, München 2019
- Die kleine Straße der großen Herzen. Blanvalet Verlag, München 2019
- Der kleine Teeladen zum Glück/Die Chocolaterie der Träume. Doppelband, Blanvalet Verlag, München 2020
- Adventszeit in der Valerie Lane. Geschenkbuch, Südwest Verlag, München 2020
- Der zauberhafte Trödelladen/Das wunderbare Wollparadies. Doppelband, Blanvalet Verlag, München 2020
- Frühlingszauber in der Valerie Lane. Geschenkbuch, Südwest Verlag, München 2021
- Der fabelhafte Geschenkeladen/Die kleine Straße der großen Herzen. Doppelband, Blanvalet Verlag, München 2021

### Kalifornische Träume (Reihe)
- Wintervanille. Blanvalet Verlag, München 2019
- Orangenträume. Blanvalet Verlag, München 2020
- Mandelglück. Blanvalet Verlag, München 2020
- Erdbeerversprechen. Blanvalet Verlag, München 2021
- Walnusswünsche. Blanvalet Verlag, München 2021
- Blaubeerjahre. Blanvalet Verlag, München 2022

### Lake Paradise (Reihe)
- Ein Zuhause für das Glück. Rowohlt, Hamburg 2022, ISBN 978-3-499-00748-4.
- Wo Herzen sich begegnen. Rowohlt, Hamburg 2023, ISBN 978-3-499-00749-1.
- Ein Ort für Träume. Rowohlt, Hamburg 2023, ISBN 978-3-499-00750-7.

### Jugendbücher
- Morgen und die Ewigkeit danach. cbj, München 2021
- Vor uns das Leben. Rowohlt, Hamburg 2023, ISBN 978-3-499-00808-5.
- Vor uns die Liebe. S. Fischer Verlage, Frankfurt am Main 2024